# 異齒美洲鱥
異齒美洲鱥（學名：Notropis heterodon ），為輻鰭魚綱鯉形目雅羅魚科的其中一種，分布於北美洲加拿大魁北克省南部、聖羅倫斯河、五大湖、美國佛蒙特州到明尼蘇達州、愛荷華州、密西西比河上游流域，本魚呈長橢圓形且側扁，眼大、口近下位，體黃褐色，體側中央具有一條黑色縱帶，尾鰭叉形，體被圓鱗，鱗片帶有黑色邊緣，魚鰭透明，體長可達7.1公分，棲息在水溫較低、植被生長茂密，沙底質的溪流、湖泊出入口處或水塘，屬雜食性，以植物、無脊椎動物為食，生活習性不明。